# Optimisme
Pour les articles homonymes, voir Optimiste.

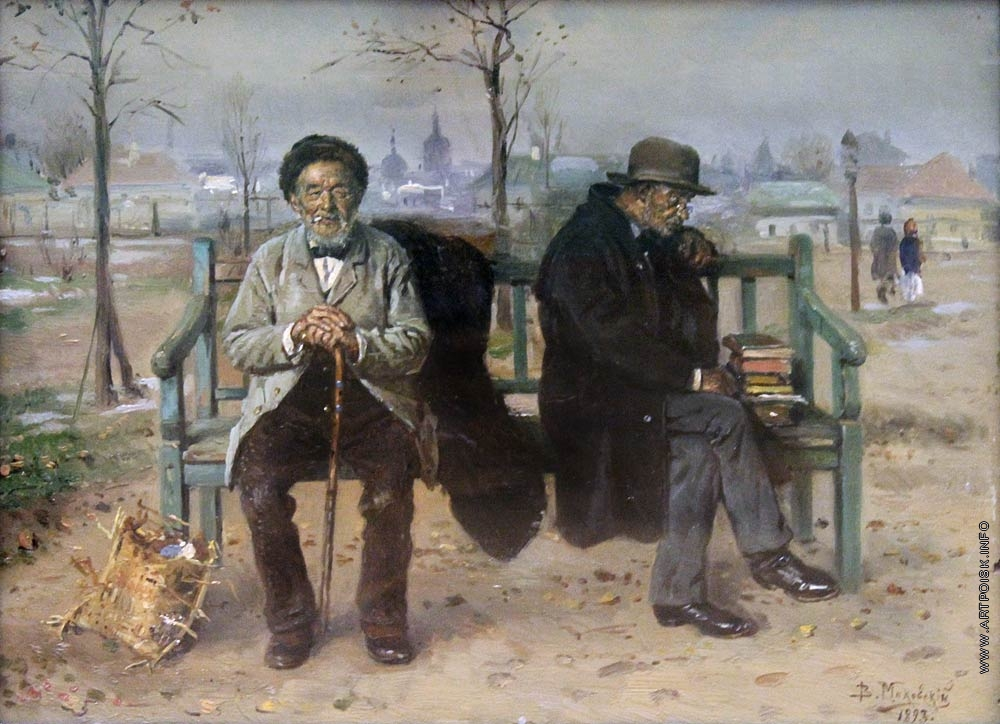
Optimiste et Pessimiste,
Tableau de Vladimir Makovski (1893)

L’optimisme désigne chez l’être humain un état d’esprit, durable ou passager, caractérisé par une perception positive du monde et de l'univers. Le fondement de l'optimisme moderne remonte à Socrate ; Platon l'a professé, puis Aristote.
Dans l'acception courante du mot, une personne optimiste est décrite comme quelqu'un qui a tendance à voir « le bon côté des choses ». L’optimisme est le contraire du pessimisme.
L'optimisme est un sentiment positif en tant que moteur de l'initiative. Toutefois, le suroptimisme (ou surconfiance) est un biais cognitif (et émotionnel) pouvant conduire à des prévisions hasardeuses, un excès de confiance et des comportements dangereux.

## En psychologie et dans le domaine de la santé
La psyché humaine inclut une appréciation plus ou moins optimiste de soi-même, d'autrui et de l'évolution du monde.
On parle dans ce domaine : 
- d'optimisme dispositionnel[2] ;
- d'optimisme irréaliste[3], qui est un biais sociopsychologique parfois présenté comme un « non-pessimisme dispositionnel »[4] ;
- d'optimisme comparatif[5],[6] qui semble très ancré dans la plupart des pays d’Amérique du Nord et d’Europe ; il s'agit d'une croyance individuelle très répandue faisant que la plupart des gens se considèrent moins exposés à la plupart des risques qu'autrui[7],[8]. 
Cette croyance peut être mesurée en demandant à des personnes d’évaluer leur propre risque de rencontrer un événement négatif en comparaison de celui d’autrui[8].
Cette croyance peut avoir des effets négatifs, par exemple en ce qui concerne les risques d'accident automobile où certains conducteurs s'estiment à tort meilleurs que les autres pour éviter les accidents, même quand ils ne respectent pas le code de la route en raison d'une évaluation fausse et irréaliste de leurs capacités (dans le sens d'une surestimation), est un facteur souvent en jeu dans les accidents routiers ou sportifs[9],[10],[11],[12].

Une étude récente (2019) ayant porté sur plusieurs milliers de personnes suivies durant 30 ans a conclu que les optimistes vivent plus longtemps que les pessimistes, et plus chez les femmes que chez les hommes. Les 25 % des femmes les plus optimistes ont une espérance de vie jusqu’à 15 % plus élevée que les femmes pessimistes, chiffre qui tombe à 10,9 % chez les hommes). Elles ont 1,5 fois plus de chances d'atteindre 85 ans que les moins optimistes (et 1,7 fois plus pour les hommes). L’étude suggère qu’être optimiste aide à mieux gérer les stress et encourage des comportements sains (bonne alimentation, exercice physique, moindre tentation à boire ou fumer) . L'optimiste vise plus facilement des objectifs à long terme plutôt que des récompenses immédiates face à une situation difficile. D’autres études ont montré que les pessimistes peuvent aussi apprendre à devenir plus optimistes, sans que l’on sache encore si cela augmente leur espérance de vie.

Être optimiste et voir le bon côté des choses, semble, dans une certaine mesure, diminuer le risque d’artériosclérose chez la personne âgée et d’infarctus et améliorer les chances de vivre  plus longtemps, de même chez les femmes ménopausées cela réduit le risque d’être hypertendu, diabétique et fumeuse. Inversement une hostilité élevée et un tempérament cynique sont associés à un risque accru de mortalité toutes causes confondues.

## En philosophie
Le philosophe allemand Leibniz expose en 1710 sa Théodicée : il y décrit un système philosophique célèbre fondé sur une harmonie préétablie pour expliquer l’existence du mal sur Terre. Leibniz, pour sa théorie, part du principe de la perfection et de la bonté divine. D'après lui, rien ne peut être aussi parfait que Dieu et comme Dieu est bon, le monde qu'il a créé n'égale pas sa perfection, mais est forcément le meilleur possible. Cette théorie a ensuite été simplifiée et critiquée par Voltaire dans Candide : Voltaire y invente un personnage nommé Pangloss, censé représenter la pensée leibnizienne, et qui tout au long du conte philosophique parle de « meilleur des mondes possibles ».

## En histoire
Lors du siècle des Lumières, le paradigme de la modernité devient celui de l'optimisme ou d'une croyance en un progrès constamment possible pour l'Homme dans son environnement ou dans la société ; les philosophes de ce temps plaçaient une grande confiance dans les aptitudes de l'être humain à faire son bonheur.
En politique aussi le sens du mot progrès est forgé par ceux qui croient qu'une évolution sociale est vraiment possible. Au XIXe siècle, des idéologies comme le fouriérisme et le positivisme affirment que la nature humaine est améliorable en soi, et que l'on peut s'opposer à la décadence.
Au XXe siècle, les années 1930, 1940 et 1950 sont marquées par l'antimodernisme, tandis que les années 1960 et 1970 voient revenir un nouveau vent d'optimisme, qui se rapproche de celui du début du siècle, avant qu'une critique du progrès (scientifique et technologique notamment) ne réapparaisse.
Sur le plan religieux, l'excès d'optimisme a été combattu par Pie IX lorsque celui-ci proclame le dogme de l'Immaculée Conception, qui donnait un sens bien particulier à la grâce et obligeait les théologiens de se rallier au magistère.

## Expressions courantes liées à l’optimisme
- Prendre la vie du bon côté : garder un moral positif, malgré les difficultés éventuellement rencontrées.
- Ne voir que le verre à moitié plein : ne tenir compte que des évènements heureux et pas des évènements déplaisants.
- Optimiste et pessimiste sont également nécessaires à la société : l'optimiste invente l'avion, le pessimiste invente le parachute (anonyme).